# Cedarinia vermiculata
Cedarinia vermiculata är en insektsart som först beskrevs av Carl Stål 1878.  Cedarinia vermiculata ingår i släktet Cedarinia och familjen gräshoppor. Inga underarter finns listade i Catalogue of Life.